# Кирнич
Кирнич (нем. Kirnitzsch, чеш. Křinice) — река в Эльбских Песчаниковых горах, правый приток Эльбы. Длина реки — 45 км. Площадь водосборного бассейна — 140 км².
На коротком участке она образует границу между Чехией и Саксонией. Со средневековья вплоть до XX века она использовалась для лесосплава. Лес из труднодоступных регионов Саксонской Швейцарии по ней транспортировался до реки Эльбы и оттуда в Дрезден.
Высота истока — 490 м над уровнем моря. Высота устья — 116 м над уровнем моря.